# Hidroxid de amoniu
Hidroxidul de amoniu numit și apă amoniacală e o soluție de amoniac dizolvat în apă, având proprietățile unei baze slabe. Termenul de hidroxid de amoniu este impropriu, în realitate fiind un amestec de soluții ionizate de NH4+ și radicali ionici OH-, datorită faptului că, fiind un compus ionic, nu poate fi izolat ca moleculă de sine stătătoare. Termenul este mai degrabă folosit pentru a arăta proprietatea amoniacului de a disocia molecula de apă în soluție.

## Legătura din ionul amoniu
Amoniul ca radical liber, este de fapt amoniacul (NH3) cu o sarcină atribuită de un proton (forma ionizată a Hidrogenului). În acest fel nu are loc o punere în comun de electroni (legătură covalentă), H+ neavând niciunul, ci doar transferul unui singur electron pasiv din partea azotului (N). Astfel de legături chimice (întâlnite și in compușii complecși precum Na[Al(OH)4] ) sunt numite legături covalent-coordinative, dative, sau donor-acceptor.
Astfel, se poate afirma că aceasta se formează între doi atomi dintre care unul posedă perechi de electroni pasivi, iar celălalt are orbitali liberi de energie joasă în stratul superior (de valență).
Sarcina electrică pozitivă a amoniului este neutralizată de către anionul oxidril (OH-) formând compusul ionic NH4OH.

## Producere și utilizări
- Este produs industrial prin reacția NH3 + H2O ↔ NH4+ + OH- ceea ce e echivalent cu NH3 + H2O {\displaystyle \rightleftharpoons } NH4OH
- Folosit la producerea țipirigului NH4Cl prin reacția NH4OH + HCl → NH4Cl + H2O
- Folosit în industria detergenților și decoloranților datorită caracterului oxidant al radicalului OH-
- Folosit la fabricarea prafului de copt : Cu(CO)3 + NH4OH → (NH4)2CO3 + Cu(OH)2